# Gaokan
Gaokan (kinesiska: 高坎乡, 高坎) är en socken i Kina. Den ligger i provinsen Sichuan, i den sydvästra delen av landet, omkring 300 kilometer söder om provinshuvudstaden Chengdu. Antalet invånare är 4 814. Befolkningen består av 2 219 kvinnor och 2 595 män. Barn under 15 år utgör 29,0 %, vuxna 15-64 år 58 %, och äldre över 65 år 11,0 %.
Genomsnittlig årsnederbörd är 1 132 millimeter. Den regnigaste månaden är juli, med i genomsnitt 239 mm nederbörd, och den torraste är december, med 14 mm nederbörd.